# Mongoles

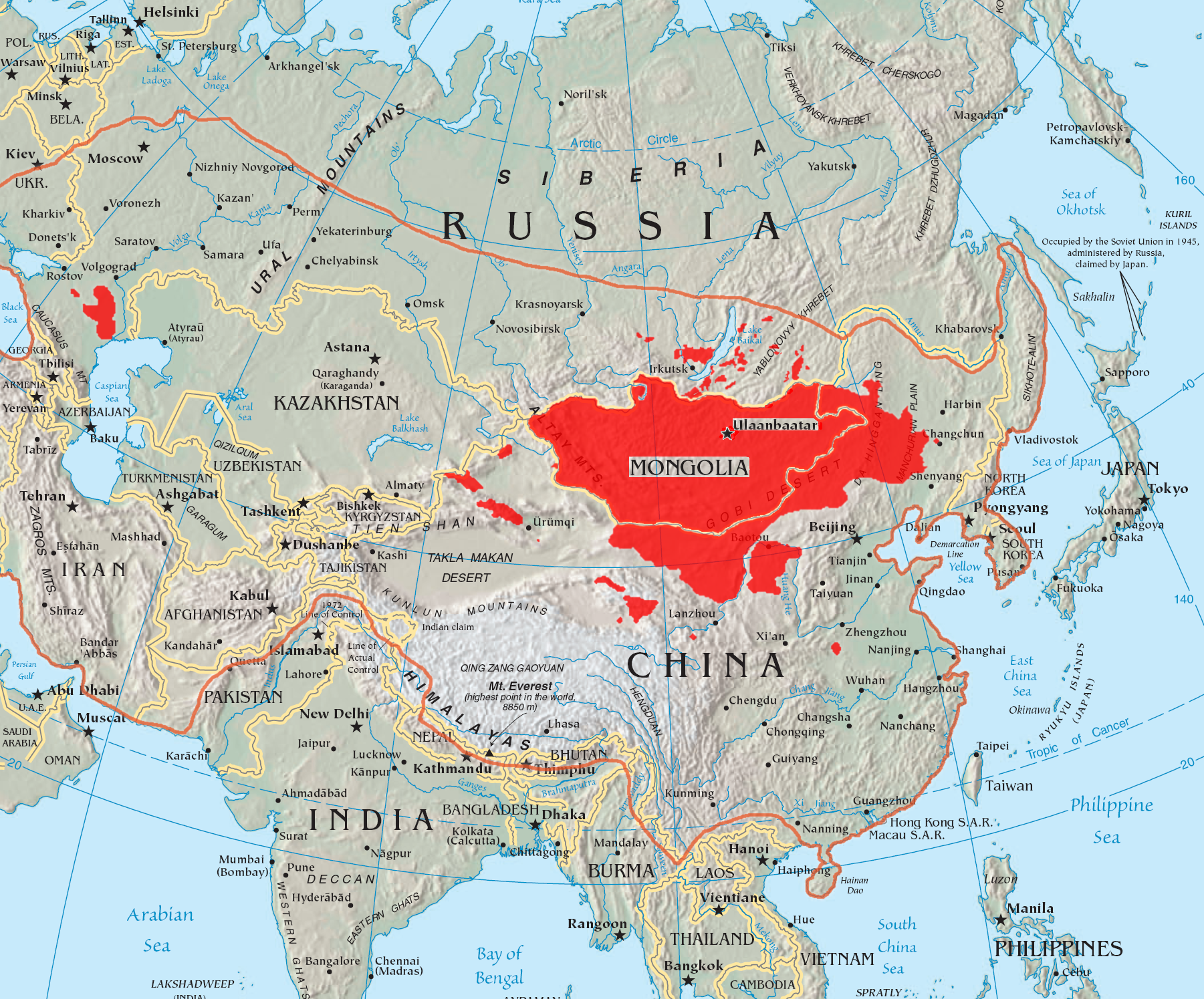
Comparativa entre la extensión del Imperio mongol en el y la localización actual del pueblo mongol

Los mongoles son un grupo étnico que se originó en lo que en la actualidad es Mongolia, Rusia y la República Popular China, en esta última principalmente en lo que hoy en día es la región autónoma de Mongolia Interior, y las repúblicas de Buriatia, Kalmukia, Tuvá y Yakutia de la Federación de Rusia. En el año 2004 eran aproximadamente  8 500 000 y su idioma es el mongol.
Aproximadamente 3 millones de mongoles viven en Mongolia, 6 millones en Mongolia Interior (China) y más de medio millón en las provincias vecinas rusas. Algunos grupos étnicos del norte de China y Rusia están estrechamente relacionados con los mongoles: los daur, los buriatos, los evenki, los dorbod, los tuvanos y los calmucos.

## Historia

Gengis Kan.

Originalmente, los mongoles fueron una confederación de tribus que se enfrentaban a las confederaciones de los tártaros, keraitas, merkitas y naimanos. Posteriormente fueron solo una división de lo que hoy en día llamamos la nación mongol. Gengis Kan unificó el pueblo mongol absorbiendo las otras confederaciones y el término "mongol" se empezó a utilizar para designarlos a todos.
A pesar de que no eran muy numerosos (unos 200.000 en el auge de su imperio), los mongoles tuvieron gran importancia en la historia euroasiática. Bajo el liderazgo de Gengis Kan, los mongoles, crearon el mayor imperio contiguo de la historia, gobernando 35 millones de km² y a más de 100 millones de personas. En su momento de máxima extensión, el Imperio mongol se extendía desde Corea hasta Hungría e incluía Afganistán, Pakistán, Georgia, Armenia, Turkmenistán, Kirguistán, Tayikistán, Azerbaiyán, Irak, Kuwait, Uzbekistán, Kazajistán,Persia, Turquía, partes de Rusia, China y gran parte del oriente medio.
Los mongoles eran un pueblo nómada, estrechamente relacionado con las tribus túrquidas. Sin embargo, ninguna de estas civilizaciones, con la excepción del Califato de Bagdad, formaron parte de un estado central poderoso. En Asia, Rusia y Oriente Medio declinaban los reinos o las ciudades estatales. Tomando la iniciativa de forma estratégica, los mongoles explotaron su poder, enlazando estas áreas en una red de comercio que servía de soporte mutuo.
Los mongoles dependieron de forma destacada de este comercio con los habitantes de las ciudades pero no dudaron en asaltar los pueblos en tiempos difíciles. Como nómadas, no podían acumular provisiones para los tiempos difíciles o para apoyar a los artesanos. Cuando el comercio con el norte de China se redujo en los años 1200, poco después de que Gengis Kan llegara al poder, los mongoles recuperaron su tradición de obtener los bienes mediante asaltos al norte de China.

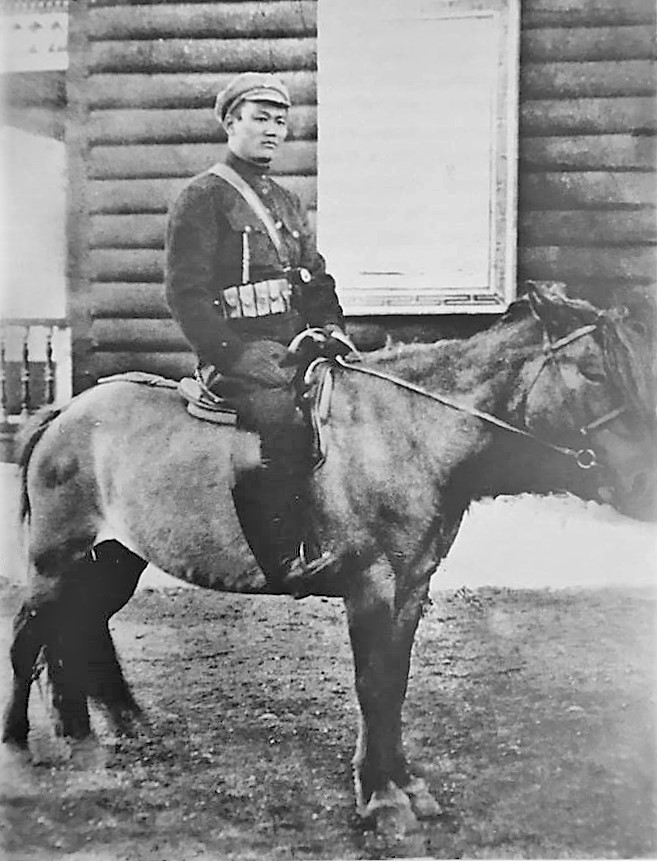
Sukhe Bator, (ca 1920 - 1922) líder político mongol, padre del moderno estado mongol.

Pero la expansión militar de los mongoles no fue solo una parte de su larga tradición como saqueadores. Al contrario, la unificación de las tribus mongolas por parte de Gengis Khan hizo que se convirtiera en una posibilidad y una necesidad. Esto se debe a que en la cultura mongol de la época, la gente respetaba a los líderes políticos, pero sobre todo valoraban aquellos que demostraban sus virtudes en combate.
Los arqueros mongoles contaban con flechas silbadoras para hacer señalizaciones, flechas capaces de atravesar armaduras e incluso flechas acabadas en granadas. Una de las tácticas de Gengis Khan consistía en prender fuego a animales vivos, como elefantes y caballos, para después enviarlos a toda carrera contra las líneas enemigas. Los mongoles fueron los primeros en utilizar la pólvora como arma de guerra.
Las conquistas para ellos no comportaban la subordinación de otras culturas al estilo de vida nómada. Al contrario, las conquistas estaban ligadas a la destrucción en el caso de que se ofreciera resistencia. Si nadie se oponía, los mongoles dejaban la ciudad no sin antes exigir a sus ciudadanos que abonaran sus tributos. Como nómada, Gengis Khan no entendía los beneficios de residir en una ciudad de un modo estable. 
A medida que los mongoles aumentaban su poder, los asesores aconsejaron a Gengis Kan construir un imperio de vasallos. Si a los ciudadanos de las ciudades se les permitía continuar con su estilo de vida, podrían producir más alimentos y productos, una parte de los cuales tendrían que ser abonados al Kan en concepto de impuestos. El Khan aceptó, gravando a los ciudadanos con un impuesto del 10% pero permitiéndoles continuar con su cultura. Hasta el año 1225, los mongoles siguieron expandiéndose a través de Asia occidental, en Persia, Turquía y Rusia.

## Costumbres
Los mongoles tenían por costumbre usar la misma vestimenta tanto hombres como mujeres, lo cual hacia difícil diferenciarlos. A partir de los tres años, a los niños mongoles se los ataba frecuentemente a sus caballos para enseñarles a montar.
En cuanto a costumbres matrimoniales eran bastante diferentes de las occidentales. Podían unirse entre parientes, un hombre podía casarse con su hermana, pero solo por parte paterna y con la mujer de su padre tras la muerte de este. Además el hermano menor, tras la muerte del mayor, estaba obligado a casarse con su cuñada.
En su condición de pueblo nómada, solían vivir en tiendas de campaña hechas de piel de caballo. A este tipo de vivienda se le conoce con el nombre de yurta.
En lo que respecta a la alimentación comían carne de caballo, perro, lobo y zorro, y si era necesario comían carne humana.[cita requerida] No tenían en su alimentación ni pan ni verduras ni legumbres. No producían vino ni cerveza, que la tenían que importar, cuando era posible. No obstante producían una bebida alcohólica derivada de la fermentación de leche equina. Bebían mucha leche de yegua y también de camella, de cabra y de oveja. Cuando la leche escaseaba, cocían mijo en agua y bebían el caldo.

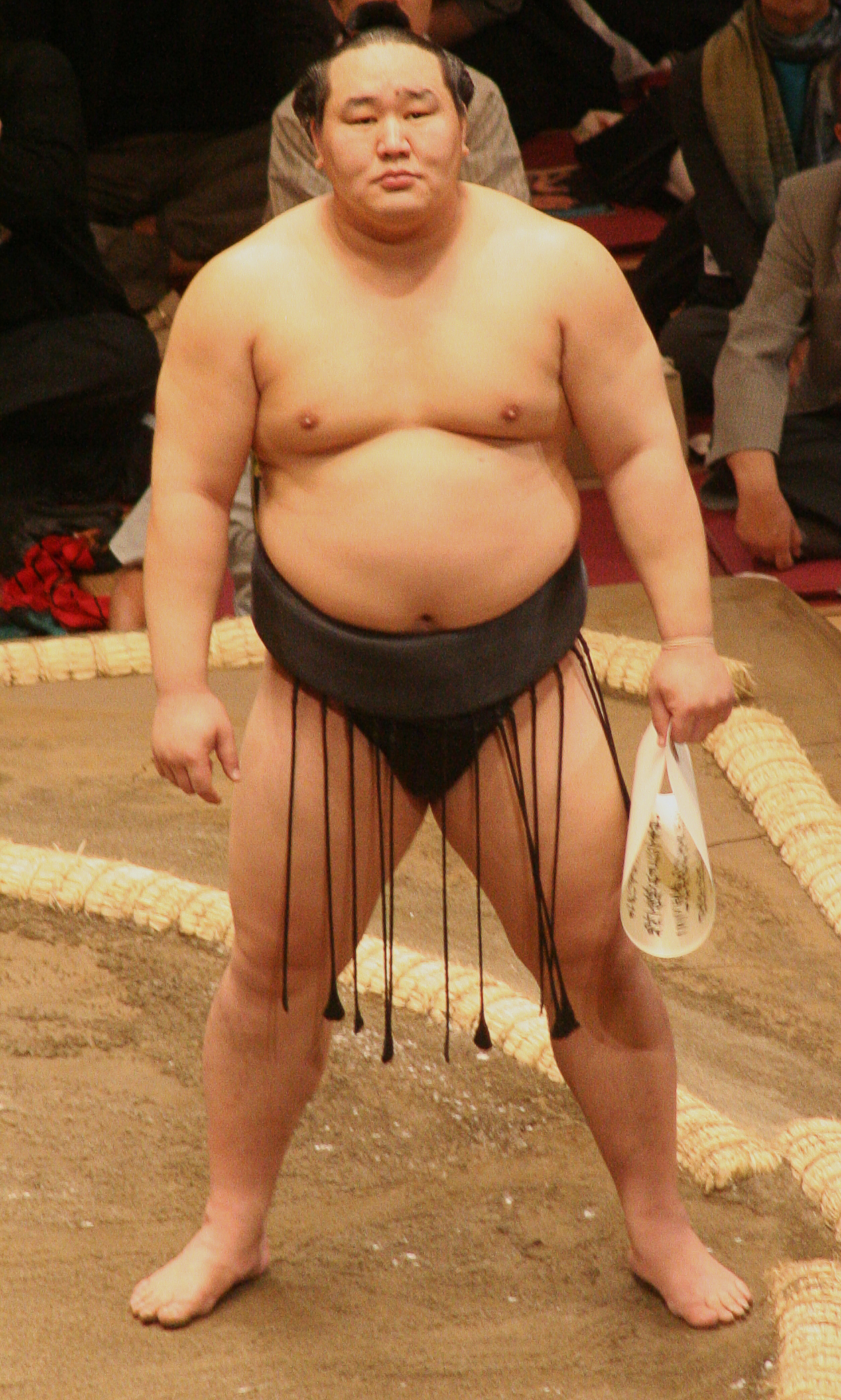
Asashōryū Akinori nacido en Ulán Bator en 1980 conocido luchador de sumo en Japón.

La actividad más importante de los hombres era la caza y trabajaban solo para producir armas.[cita requerida]
Tenían un gran espíritu de cooperación, nunca se robaban ni se peleaban entre ellos, difícilmente traicionaban a su señor y eran muy respetuosos los unos con los otros.

## Muerte de Gengis Kan
En 1227,  Khan murió; su tercer hijo, Ogatai Khan fue elegido por las tribus como su sucesor. Ogatai Khan continuó con la expansión por el nordeste de Asia, conquistando Corea y el norte de China. Por el oeste las tropas mongoles habían alcanzado Polonia, Hungría y Egipto en el 1241. Cuando Ogatai Khan murió repentinamente, la ley mongol exigió a todos los descendientes de Gengis volver a Mongolia para elegir a un nuevo sucesor. Una década más tarde, Möngke Jan, nieto de Gengis y sobrino de Ogatai, tomó el trono bajo la asistencia de su madre, Sorghaghtani Beki. En esa época la expansión por occidente había perdido fuerza.
Diversos miembros de la corte mongol eran cristianos. Aunque la corte era nominalmente budista y mantenía una política de apertura hacia todas las confesiones religiosas, sentía una especial simpatía por los cristianos. 
En 1253, la corte siguió la sugerencia de los reinos de los cruzados en Siria (quienes creían ver en los janes mongoles al "Preste Juan") de atacar la capital musulmana en Bagdad y El Cairo. Bagdad fue conquistada y saqueada en 1258, y el califa asesinado. Sin embargo, cuando las tropas se dirigían hacia El Cairo Mongha Jan murió, en 1259. Gran parte de las tropas volvieron a casa para la elección del nuevo líder y las tropas egipcias repelieron el ataque mongol en 1260. Esto marcó la máxima expansión hacia el oeste del Imperio mongol.

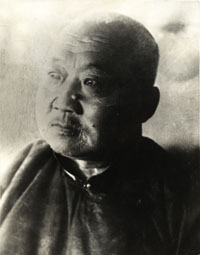
Balingiin Tserendorj (1868 - 1928), primer ministro de Mongolia.

Dos intentos de invasión a Japón fracasaron al ser desbaratada por tormentas la flota que transportaba a las tropas mongoles; estas tormentas fueron llamadas por los japoneses "kami-kaze" (kami=dioses/divino, kaze=viento).
Kublai Khan sucedió a Mongha Khan y trasladó la corte a Pekín, en ese momento llamado Kanbalik (la ciudad del kan/jan) formando la dinastía Yuan y reinició la invasión de China en la primera guerra en la que se utilizaron pistolas en ambos bandos.[cita requerida] Tras 18 años, Kublai Khan conquistó tanto el norte como el sur de China, formando el mayor de los imperios, descrito por Marco Polo.

## Decadencia del Imperio
A principios del siglo XIV, el aumento del comercio y, probablemente, un enfriamiento del clima, facilitaron la expansión de diversas plagas que animaron las revueltas e invasiones. Los primeros emperadores Ming dirigieron diversas campañas en Mongolia y destruyeron las ciudades de Harhorin y Kar Kot. Más tarde, los Ming cambiaron a una política más defensiva. Mientras tanto, diversas tribus mongoles luchaban entre ellas, generalmente mongoles del oeste (Oirat) contra mongoles del este (Chahar, Tumed, Ordos y Jalja) y siguieron atacando las fronteras chinas. Estos ataques frecuentes llevaron finalmente a la reconstrucción de la Gran Muralla.
Los problemas internos dieron la oportunidad a los manchúes de ir asimilando a las tribus mongoles paso a paso. En 1636, los Chahar de Mongolia Interior fueron conquistados; en 1691 fueron los Jalja los que se sometieron al emperador y en 1750, el emperador Qianlong destruyó el imperio Oirat en la actual Xinjiang.

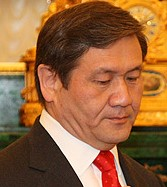
Nambaryn Enkhbayar (nacido en 1958), primer ministro de Mongolia de 2000 a 2004. Enkhbayar es también escritor.

## Historia Moderna
En 1921 la región de Mongolia exterior se sublevó, con ayuda de Rusia, y formó la actual Mongolia. En 1924 se estableció un gobierno comunista. La Unión Soviética defendió Mongolia de la invasión japonesa. Mongolia se alineó de forma voluntaria con Rusia después de la separación chino-soviética de 1958. En 1990 se destituyó el gobierno comunista y desde 1992 Mongolia tiene un gobierno parlamentario.
Mongolia Interior forma un estado autónomo dentro de China. Numerosos miembros de la etnia se han establecido en la región y son el grupo étnico dominante.

## Lengua

Árbol cronológico de las lenguas mongólicas.

El mongol es el idioma nacional oficial de Mongolia, donde lo hablan casi 2. 8 millones de personas (estimación de 2010), y la lengua provincial oficial de la región autónoma de China Mongolia Interior, donde hay al menos 4. 1 millones de mongoles étnicos. En toda China, la lengua es hablada por aproximadamente la mitad de los 5,8 millones de mongoles étnicos del país (estimación de 2005) Sin embargo, se desconoce el número exacto de hablantes de mongol en China, ya que no se dispone de datos sobre el dominio de la lengua por parte de los ciudadanos de ese país. El uso del mongol en China, concretamente en Mongolia Interior, ha tenido periodos de declive y resurgimiento en los últimos cientos de años. Esta lengua experimentó un declive durante el período Qing tardío, un resurgimiento entre 1947 y 1965, un segundo declive entre 1966 y 1976, un segundo resurgimiento entre 1977 y 1992, y un tercer declive entre 1995 y 2012. Sin embargo, a pesar del declive de la lengua mongol en algunas zonas urbanas y ámbitos educativos de Mongolia Interior, es muy probable que la identidad étnica de los mongoles urbanizados de habla china sobreviva debido a la presencia de comunidades étnicas urbanas. La situación multilingüe de Mongolia Interior no parece obstaculizar los esfuerzos de los mongoles étnicos por preservar su lengua. Aunque un número desconocido de mongoles en China, como los Tumets, pueden haber perdido total o parcialmente la capacidad de hablar su lengua, todavía están registrados como mongoles étnicos y siguen identificándose como mongoles étnicos. Los hijos de matrimonios interétnicos mongoles-chinos también afirman ser y están registrados como mongoles étnicos.
El origen específico de las lenguas mongólicas y las tribus asociadas no está claro. Los lingüistas han propuesto tradicionalmente un vínculo con las familias lingüísticas  tungúsicas y túrquicas, incluidas junto al mongol en el grupo más amplio de las lenguas altaicas, aunque esto sigue siendo controvertido. En la actualidad, los pueblos mongoles hablan al menos una de varias lenguas mongólicas, como el mongol, el buriato, el oirat, el dongxiang, el tu y el bonan. Además, muchos mongoles hablan ruso o chino mandarín como lenguas de comunicación interétnica.

## Religión

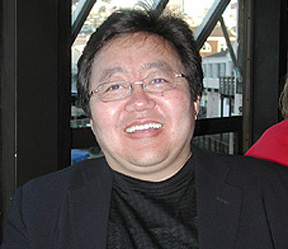
Tsajiaguiin Elbegdorzh (nacido en 1968), periodista y político mongol. Elbegdorj fue elegido presidente de Mongolia en dos ocasiones (no consecutivas) siendo el primero en tal cargo en no haber sido miembro del Partido revolucionario Popular de Mongolia.

La religión tradicional de los pueblos mongoles fue el chamanismo, que aún influye en la cultura mongola y en su budismo, y es practicado por una minoría dentro de Mongolia. Sin embargo, el budismo tibetano es la religión tradicional y predominante seguida por el 93% de la población. De hecho, el término dalái lama, es de origen mongol. Fue en 1578 cuando el militar mongol Altan Khan decidió aliarse con los lamas budistas tibetanos para promover el lamaísmo en el Imperio mongol y fue, finalmente, coronado emperador. El budismo tibetano fue la religión oficial del Imperio mongol con su propio líder espiritual, llamado Jebtsundamba Khutuktu.